# Agenor Monte
Agenor Monte (São Luís do Quitunde, 3 de julho de 1904 — Teresópolis, 5 de junho de 1992]]) foi um político brasileiro. Exerceu o mandato de deputado federal constituinte pelo Piauí em 1934.